# Porta al Prato
Porta al Prato è una delle antiche porte cittadine delle Mura di Firenze. Si trova oggi al centro dell'omonimo piazzale di Porta al Prato, lungo la trafficata direttrice dei viali di Circonvallazione, alla convergenza del viale Fratelli Rosselli, della via del Ponte alle Mosse, di viale Belfiore e del Prato di Ognissanti.
La porta appare nell'elenco redatto nel 1901 dalla Direzione Generale delle Antichità e Belle Arti, quale edificio monumentale da considerare patrimonio artistico nazionale.

## Storia e descrizione
Si tratta di una delle porte superstiti più antiche della città, e risale al 1285, anno nel quale si iniziò la sesta cerchia di mura e si eressero le porte di San Gallo e alla Croce.

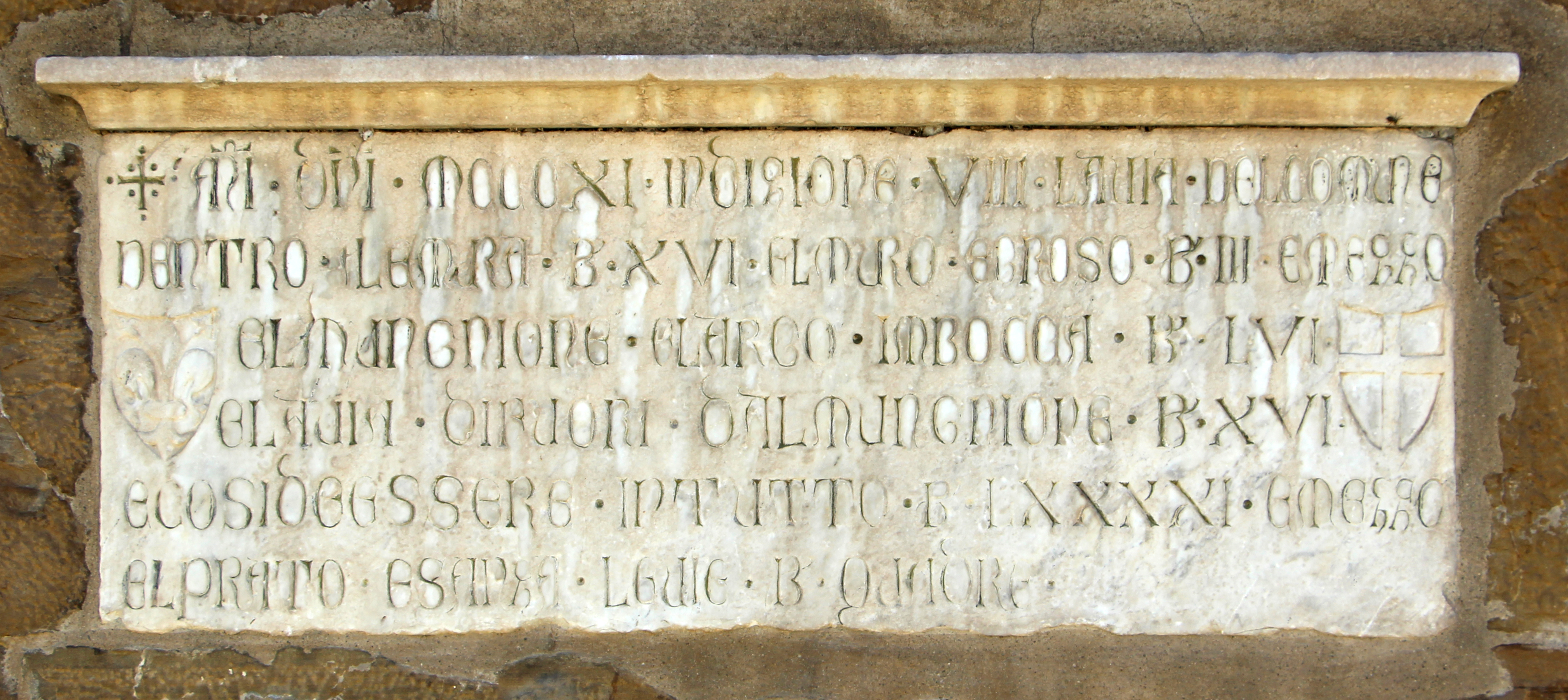
La lapide del 1311

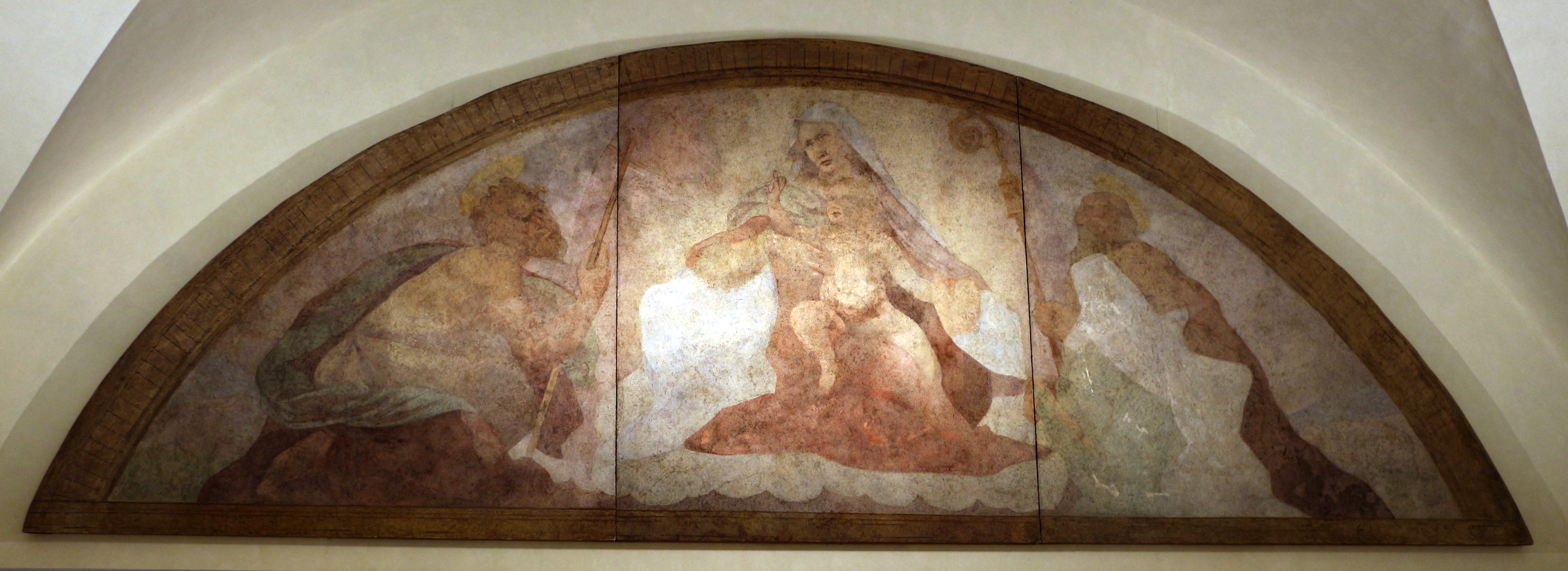
La lunetta originale

La  si vuole progettata dallo stesso Arnolfo di Cambio, il cui nome è appunto legato all'erezione della nuova e ultima cinta difensiva della città. La porta prese il nome dall'antistante piazzale detto "Il Prato", o Prato di Ognissanti, non dal fatto che da essa parta una strada che porta anche a Prato. Anticamente infatti questa zona non era lastricata, e veniva tenuta così per il mercato del bestiame settimanale.
Sempre come quelle di San Gallo e alla Croce, fu ribassata nel 1529 e modificata per renderla meno vulnerabile ai cannoneggiamenti (originariamente doveva assomigliare alla porta San Niccolò).
A questi anni è quindi riferibile il disegno della loggetta con tetto a spiovente che la sovrasta (l'attuale frutto di un rifacimento dei primi anni trenta del Novecento condotto dall'Ufficio Belle Arti del Comune di Firenze), coronata da una banderuola segnavento, a proteggere le troniere per i pezzi di artiglieria pesante.
Fino al 1849, dalla parte della campagna, era esposto un tratto della catena del porto di Pisa. Con l'abbattimento delle mura negli anni in cui Firenze fu capitale la si isolò al centro della piazza.
All'interno è una lunetta con un affresco cinquecentesco raffigurante la Madonna con il Bambino tra i santi Giovanni e Cosimo, attribuito a Michele di Ridolfo del Ghirlandaio. Spostata in depositi dopo la conclusione del restauro nel 2013, è ora custodita all'interno della sala conferenze della biblioteca delle Oblate.
In una lapide di marmo sono fissate le misure delle mura, della torre e del fossato di difesa, secondo il decreto del 1311. Un'altra epigrafe ricorda i Caduti del rione nella Seconda Guerra Mondiale.
Inoltre la zona di Porta al Prato è interessata dal passaggio della linea T1 della rete tranviaria di Firenze entrata in funzione il 14 febbraio 2010, che collega la stazione di Firenze Porta al Prato alla Stazione di Firenze Santa Maria Novella e a Scandicci. Nelle vicinanze si trovano anche il centro espositivo della stazione Leopolda e il nuovo teatro del Maggio Musicale, che ne fanno una zona di viva frequentazione.

## Bibliografia

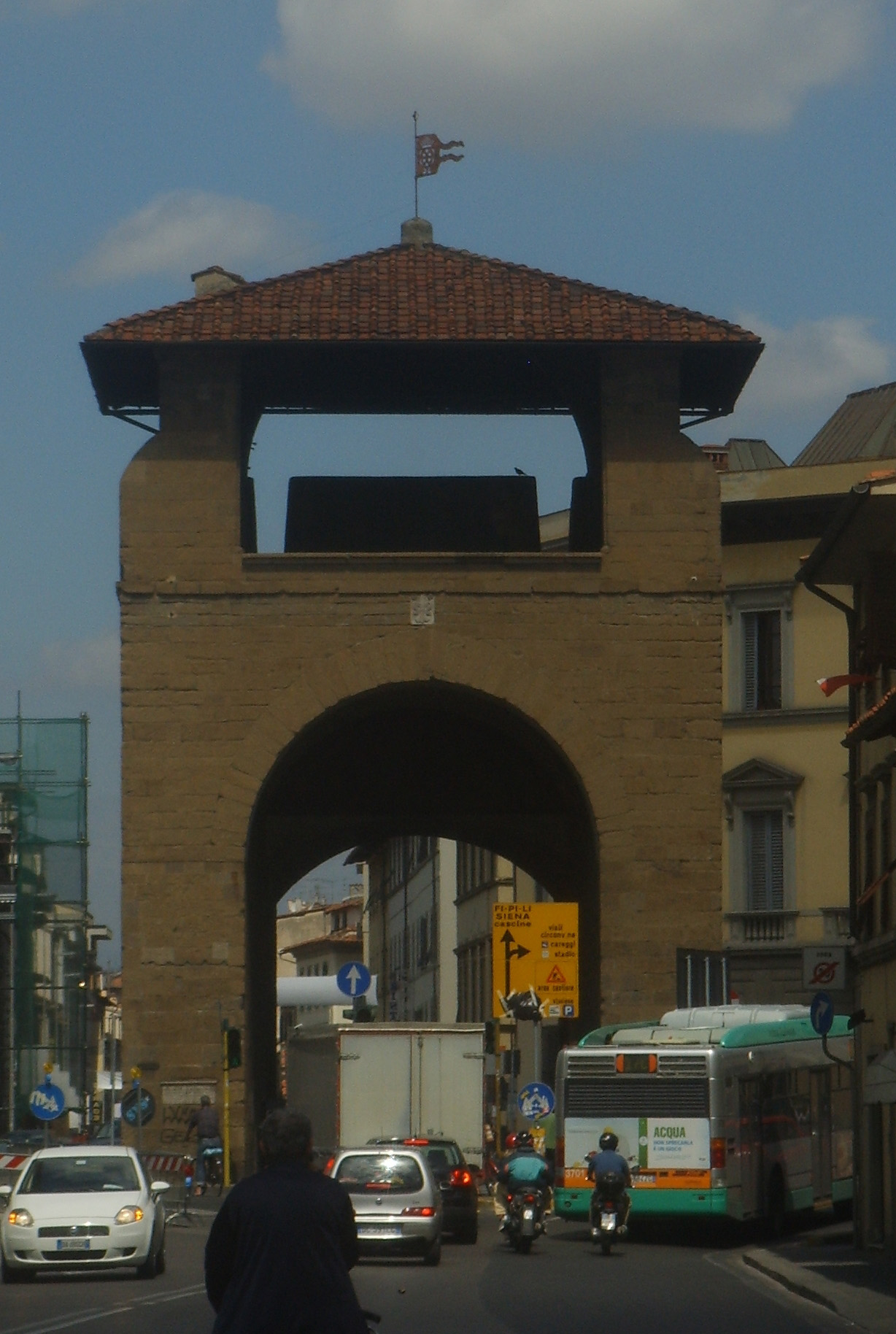
Veduta lato interno